# Acremonium apii
Acremonium apii är en svampart som först beskrevs av M.A. Sm. & Ramsey, och fick sitt nu gällande namn av W. Gams 1971. Acremonium apii ingår i släktet Acremonium, ordningen köttkärnsvampar, klassen Sordariomycetes, divisionen sporsäcksvampar och riket svampar.   Inga underarter finns listade i Catalogue of Life.